# Diachrysia leonina
Diachrysia leonina ist ein in Asien vorkommender Schmetterling (Nachtfalter) aus der Familie der Eulenfalter (Noctuidae).

## Merkmale

### Falter
Mit einer Flügelspannweite von 43 bis 47 Millimetern zählen die Falter zu den großen Arten aus der Unterfamilie der Goldeulen. Die Vorderflügeloberseite ist nussbraun bis violett braun gefärbt. Metallisch schimmernde Makel, die für die meisten Goldeulenarten typisch sind, fehlen bei dieser Art. Nahe dem Apex ist bei frisch geschlüpften Exemplaren zuweilen eine blasse goldfarbiger Bestäubung zu erkennen. Die dunkelbraune äußere Querlinie zeigt nahe dem Vorderrand eine in Richtung des Apex zeigende V-förmige Ausbuchtung. Die Hinterflügel sind gelblichbraun gefärbt, haben eine dunkelbraune Mittellinie und einen leicht verdunkelten Saumbereich. Der Thorax ist pelzig behaart und mit einem dichten Haarbüschel versehen. Der Hinterleib besitzt weitere kleinere Haarbüschel.

### Ähnliche Arten
- Allagrapha aerea ähnelt Diachrysia leonina, ist jedoch ausschließlich in Nordamerika heimisch, sodass es keine geographische Überlappung der beiden Arten gibt.
- Die Wasserdost-Goldeule (Diachrysia chryson) unterscheidet sich deutlich durch den stets sehr großen metallisch goldfarbenen Bereich nahe dem Apex auf der Vorderflügeloberseite.

## Verbreitung und Vorkommen
Diachrysia leonina kommt im Osten Russlands und Chinas sowie in Japan vor.

## Lebensweise
Die Falter fliegen in einer Generation, schwerpunktmäßig in den Monaten August und September. Die Raupen ernähren sich von den Blättern von Brennnesselgewächsen (Urticaceae), Lippenblütlern (Lamiaceae) oder  Korbblütlern (Asteraceae).